# Celesta mekanikens historia
Den celesta mekanikens historia börjar formellt med Isaac Newtons gravitationsteori, då himlakropparnas rörelser för första gången fick en riktig förklaring. Men den celesta mekaniken har en lång förhistoria av tidigare försök att klarlägga och förutsäga himlakropparnas positioner så noggrant som möjligt. Dessa försök lyckades till en viss gräns, även om dåtidens astronomer inte förstod varför planeterna rörde sig som de gjorde.

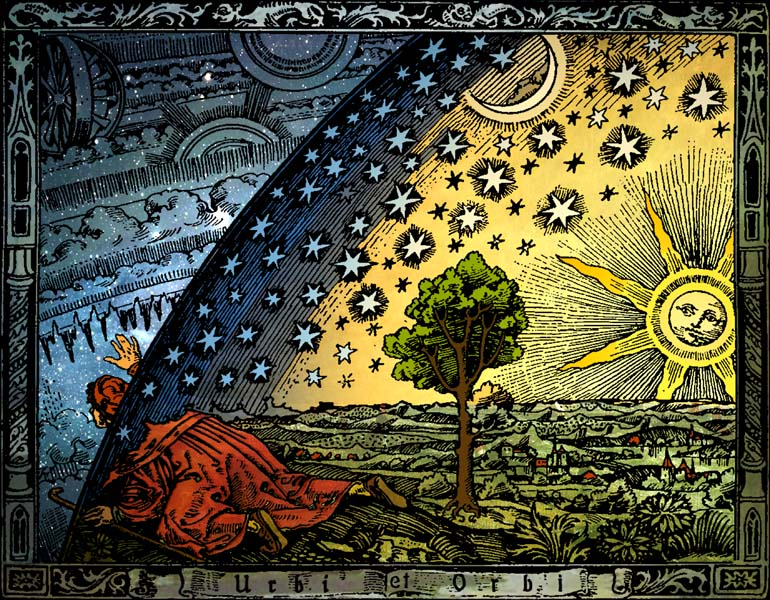
Universum - Camille Flammarion, trägravyr, Paris 1888, färgläggning: Heikenwaelder Hugo, Wien 1998. Träsnittet presenterades som ett upphittat medeltida verk bland annat föreställande en platt jord. Att Flammarion var upphovsman offentliggjordes först 1974.

## Geocentrisk astronomi och Ptolemaios universum
I antikens Grekland förekom många olika geometriska modeller för planeternas rörelser. Anmärkningsvärt var att redan Aristarchus av Samos (ca 310–230 f.Kr.) föreslog en heliocentrisk modell av solsystemet och även försökte mäta solens avstånd från jorden. Den ende som stödde Aristarchus var Selecus av Selecua som sade att han hade bevisat den heliocentriska modellen; hans bevis handlade om tidvattnet som han förklarade med påverkan både från månen och från solen.
Hipparchos (ca 190–125 f.Kr.) var antikens kanske störste astronom. På sitt observatorium på Rhodos använde han resultaten från sina observationer till att bygga geometriska modeller för solens och månens rörelser. Hans solmodell hade hög precision. Hans månmodell fungerade tillfredsställande endast kring nymåne och fullmåne, men kunde då åtminstone användas för att förutsäga sol- och månförmörkelser. Det var Hipparchos som upptäckte precessionen, och han beräknade även det tropiska årets längd med ett fel på bara 6 minuter. Hipparchos försökte också mäta solparallaxen men misslyckades, och drog då slutsatsen att solparallaxen var 7 bågminuter, för hade den varit större skulle han ha lyckats mäta den.
Klaudios Ptolemaios (ca 90–165 e.Kr.) var en astronom och astrolog som verkade i Alexandria i Egypten. Inte mycket är känt om hans liv, men han observerade himlen mellan åren 127 och 141 e.Kr. Han skrev flera böcker om astronomi. Den viktigaste boken var Almagest som i 1400 år förblev det viktigaste verket för att förutsäga planeternas rörelser. Ptolemaios valde de bästa modellerna från sina grekiska föregångare, framförallt Hipparchos, och kombinerade dessa med observationer från de gamla babylonierna.
Ptolemaios förbättrade Hipparchos månmodell och byggde geometriska modeller för rörelserna hos alla de fem planeter som var kända på den tiden. Det var Ptolemaios som upptäckte evektionen, den viktigaste avvikelsen i månens rörelse.
En av Ptolemaios originalidéer var ekvanten som han introducerade och som påtagligt förbättrade noggrannheten hos de förutsagda planetpositionerna. Ptolemaios modell, som var den bästa som fanns vid denna tid, använde bara geometriska konstruktioner, inga fysiska principer. Därför kan man inte kalla Ptolemaios modell för celest mekanik.
Sett ur ett modernt perspektiv var Ptolemaios geocentriska universum mycket litet. Han ansåg att solen låg 7 miljoner km bort och att stjärnorna alla låg på ett klot (med jorden i centrum) vars radie var bara 130 miljoner km. Enligt Ptolemaios låg stjärnorna alltså lite närmare oss än solens faktiska avstånd (knappt 150 miljoner km).
Under den europeiska medeltiden förvaltades det grekiska och romerska kulturarvet av den islamska världen. Grekiska hade i stort sett försvunnit som språk i Europa, men de gamla grekiska skrifterna översattes till arabiska och senare till latin, för att åter introduceras i Europa från 1400-talet och framåt. Vissa förbättringar av tabellerna i Almagest gjordes, och de publicerades i Spanien på 1400-talet i latinsk översättning som de Alfonsinska Tabellerna.

## Kopernikus och heliocentrisk astronomi
Nikolaus Kopernikus (1473–1543) var en välutbildad polsk munk som i början på 1500-talet fick en förfrågan från Vatikanen om att bli rådgivare för en kommande kalenderreform. Kopernikus avböjde, han ansåg att bättre observationer och noggrannare beräkningar behövdes innan man kunde veta hur man skulle reformera kalendern.
Från början var det inte Kopernikus avsikt att revolutionera astronomin, även om detta blev resultatet av hans arbete. Flera andra hade tidigare föreslagit att solen snarare än jorden låg i universums centrum. Det Kopernikus ville göra var att bygga en geometrisk modell liknande Ptolemaios modell, men med solen istället för jorden i centrum. Ingen annan hade tidigare byggt en sådan modell.
Kopernikus mål var att hans heliocentriska modell av solsystemet skulle förutsäga planeternas position med "stor noggrannhet", vilket i hans fall innebar att felet skulle vara högst 10 bågminuter. Han lyckades inte med detta, men 1551 publicerade han de Preussiska Tabellerna. De innebar en klar förbättring jämfört med de tidigare Alfonsinska Tabellerna och förblev standardverket ända tills Kepler publicerade de Rudolfinska Tabellerna år 1627.
Kopernikus dröjde med att publicera sitt huvudverk, De revolutionibus orbium Caelestium (Om omloppen hos de himmelska sfärerna), ända till kort före sin död år 1573. Bokens berömda förord, tillfogat före tryckningen av Andreas Osiander och utan Kopernikus kännedom, presenterade teorin som om den blott vore en hypotes som gjorde beräkningarna lättare. Även om detta stred mot Kopernikus egen uppfattning, torde det ha förebyggt motreaktioner från Vatikanen, och det första halvseklet efter publiceringen accepterades boken av kyrkan.
Många samtida astronomer insåg fördelarna med den heliocentriska teorin men hade svårt att överge idén om en stillastående jord. Tycho Brahe försökte med en kompromiss: han föreslog att planeterna kretsade kring solen, medan solen och månen kretsade kring jorden. Brahes modell blev kortlivad, men Brahe själv är ihågkommen för en annan viktig insats, se nästa avsnitt.
Även Kopernikus och Tycho Brahes modeller var rent geometriska, utan några fysiska principer, och var därför inte celest mekanik.

## Tycho Brahe, Kepler och elliptiska banor

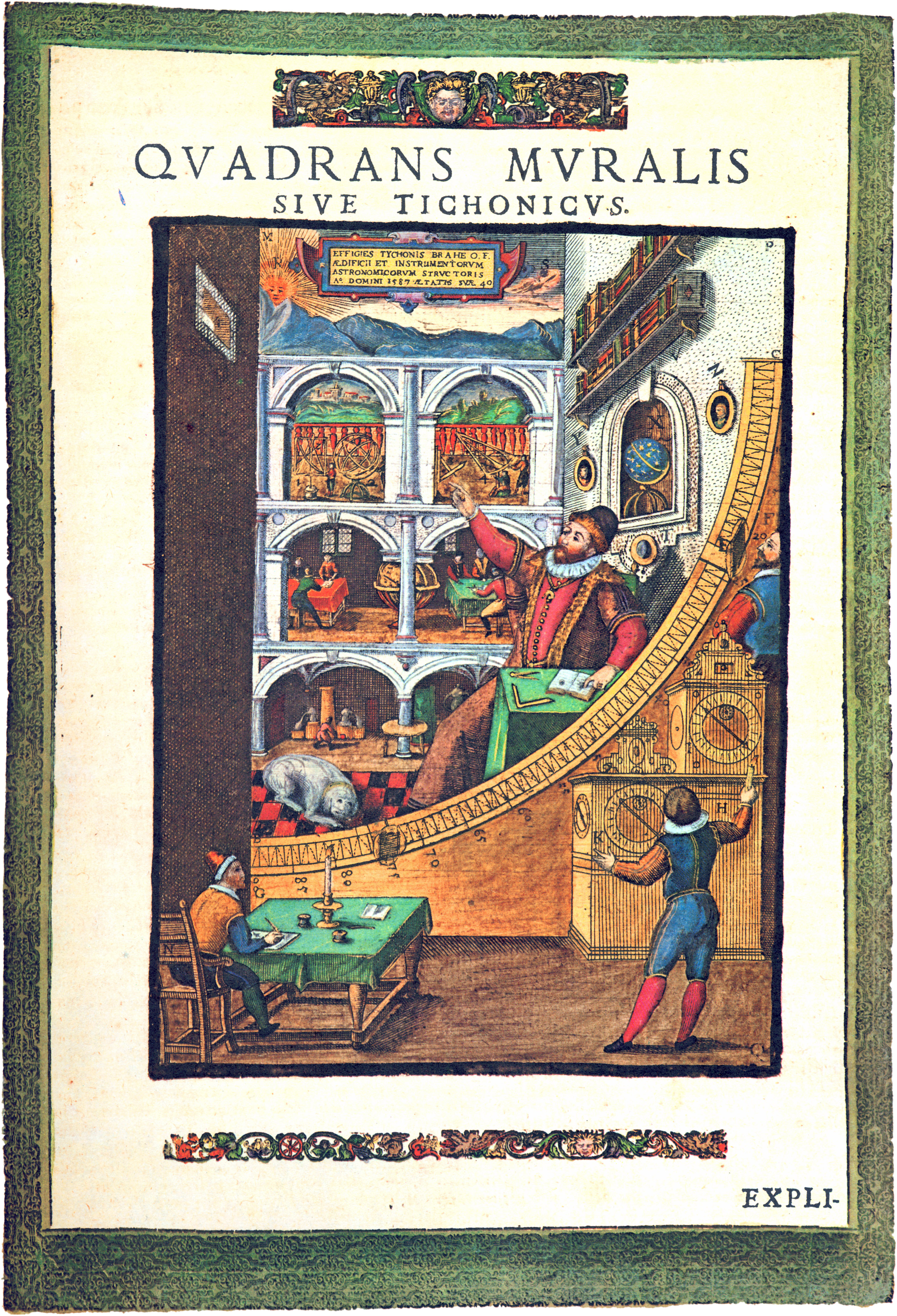
Tycho Brahes stora murkvadrant

Tycho Brahe (1546–1601) var en dansk adelsman som år 1572 upptäckte en ny supernova i Cassiopeias stjärnbild. Supernovan, som var tillräckligt ljus för att synas även mitt på dagen, upptäcktes givetvis även av många andra, men det var Tycho Brahe som noggrant dokumenterade vad han såg. Som belöning fick han förfoga över ön Ven (idag svensk men då tillhörde den Danmark). På Ven byggde Tycho två observatorier där han observerade stjärnors och planeters positioner med en noggrannhet på en bågminut, vilket var noggrannare än någon annan observatör lyckats med tidigare. Det skulle dröja ända till 1700-talet innan observatörer med teleskop lyckades förbättra denna noggrannhet.
Tycho började observera månen kring år 1582, och han förbättrade även Kopernikus månteori genom att upptäcka variationen i månens rörelse. Att korrigera för variationen minskade felet i den förutsagda månpositionen med 75%. Detta var det första nya astronomiska fenomenet som upptäckts sedan Ptolemaios tid.
Då Danmarks kung Fredrik II dog 1588 försämrades Brahes ställning, och när den nye 19-årige kungen Christian IV besteg tronen 1596 fick Tycho nog. Han lämnade Ven, och Danmark, 1597 och hittade en ny mecenat i Rudolf II i Prag, där han bosatte sig. I Prag träffade han Johannes Kepler (1571–1630), en ung teologistudent som också studerat matematik och astronomi. Kepler hade nyligen blivit övertygad om riktigheten i Kopernikus teori men sökte observationer för att kunna beräkna planetbanornas form. Tycho Brahe hade dessa observationer, och Kepler blev Tychos assistent. Men det var först efter Tychos död 1601 som Kepler fick tillgång till alla hans observationer, och efter åtta års mödosamma beräkningar publicerade Kepler sina resultat i Den nya astronomin, där han bl.a. formulerade två av sina tre berömda Keplers lagar (den tredje publicerades senare) och visade att planetbanorna var ellipser. Äntligen blev astronomerna av med alla epicykler i Ptolemaios och Kopernikus teorier!
Kepler publicerade, på direkt uppdrag av Tycho Brahe, även tabeller, de Rudolfinska Tabellerna, år 1627, med vars hjälp man kunde förutsäga planeternas positioner ännu noggrannare än med tidigare tabeller. Med hjälp av dessa tabeller gjorde Kepler den första lyckade förutsägelsen av en Merkuriuspassage som inträffade år 1631. 
Kepler kallade sin teori för "gravitationsteori" och den innehöll fröet till vad som senare skulle bli Newtons universella gravitationsteori. Kepler nådde långt, men inte ända fram. Även Keplers modell blev en geometrisk modell utan fysiska principer, och var därför heller inte celest mekanik. Inte riktigt, men nästan...

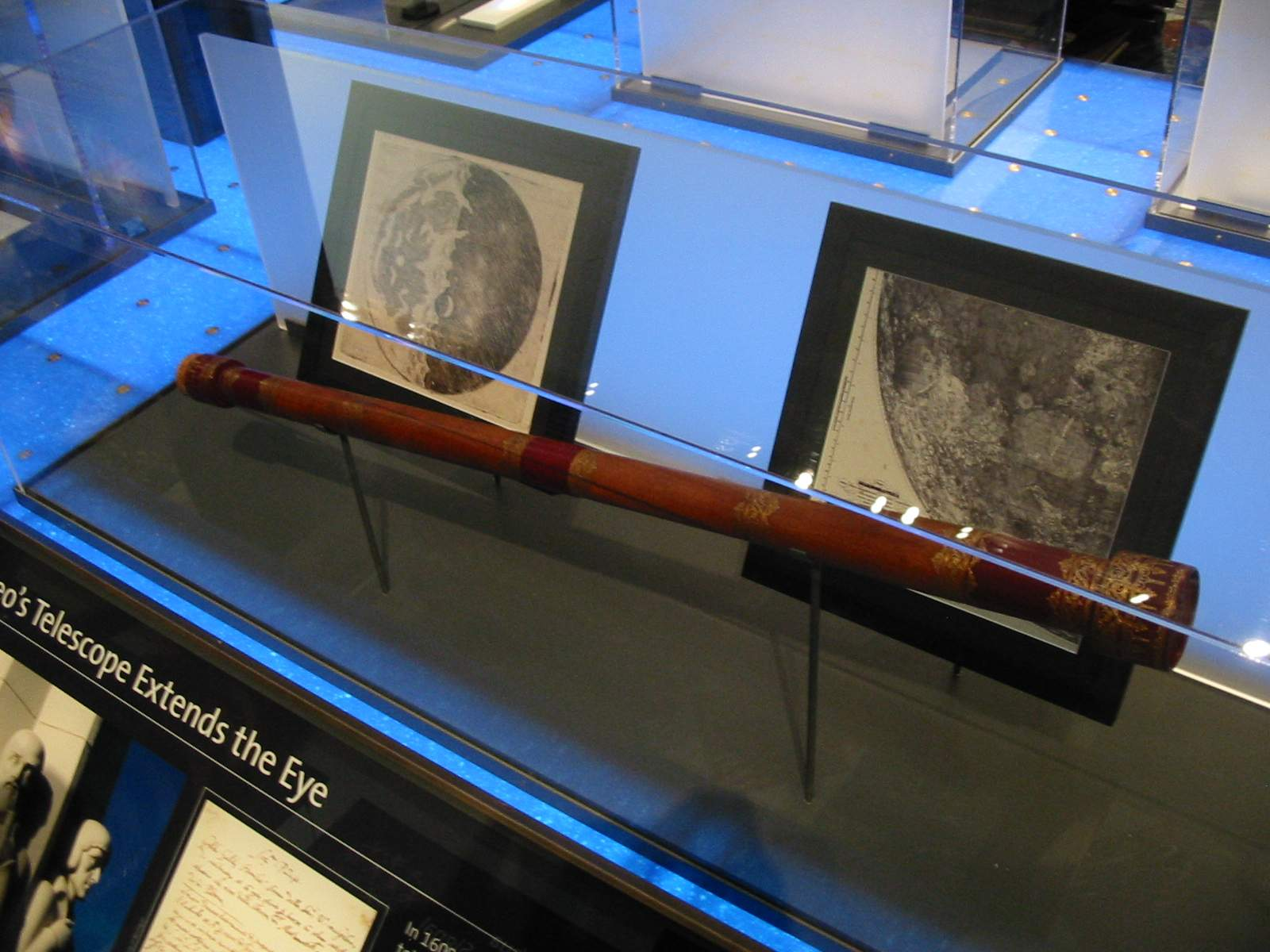
En replik av det äldsta bevarade teleskopet som Galilei använde. Utställt på Griffith Observatory.

## Galileo och teleskopet
Galileo Galilei (1564–1642) var inte den förste som byggde ett teleskop, och kanske heller inte den förste som såg på himlen genom ett teleskop. Men Galileo var först med att ordentligt dokumentera, och publicera, det han såg på himlen genom teleskopet. Sina första resultat publicerade han i Den himmelske budbäraren (1610). Ett mer samlat angrepp på den geocentriska världsbilden bjöd han på i Dialog om de två världssystemen (1632). Den senare innehöll en tänkt diskussion mellan en anhängare av det gamla och en av det nya världssystemet. På grund av sin frispråkighet fick Galileo den katolska kyrkans inkvisition på sig, tvingades avsvärja sig sin övertygelse, och levde sedan resten av sitt liv i husarrest där han gjorde mekaniska experiment som hjälpte Isaac Newton att senare formulera den Newtonska mekaniken.

## Isaac Newton och gravitationsteorin
Isaac Newton (1642–1727) föddes samma år som Galileo dog. Med den Newtonska mekaniken inleddes en ny era inom fysiken. Det var när Newtons Principia publicerades 1687 som den celesta mekaniken föddes, eftersom Newtons första tillämpningar av sin mekanik var just på himlakropparna. Newton ville kalla detta "rationell mekanik". Newtons medtävlare Gottfried Wilhelm von Leibniz (1646–1716) föredrog att kalla det "dynamik". Först ett sekel efter Newton introducerade Pierre-Simon Laplace termen "celest mekanik".
Newtons intresse för celest mekanik väcktes då han var drygt 20 år. En komet som syntes år 1664 kan ha påverkat honom. Han lärde sig de Ptolemaiska och Kopernikanska modellerna från Galileos bok Dialog om de två världssystemen. Newton bekantade sig också med Descartes filosofiska principer där han lärde sig principen om tröghet. Traditionell historia säger att ett fallande äpple år 1666 gav honom idén till gravitationslagen, men sannolikt fick han denna idé betydligt senare. Först 1687 publicerade Newton sin Principia där han presenterade sin gravitationslag och sina rörelselagar.
Newton var tvungen att uppfinna ny matematik (infinitesimalkalkyl, som inkluderar integral- och differentialkalkyl) för att kunna använda sina lagar på himlakropparnas rörelser. Samma matematik uppfanns dock oberoende av Gottfried Leibniz, som använde en annan notation än Newton. Den notation vi använder idag är Leibniz notation.
Med hjälp av sina lagar och infinitesimalkalkylen kunde Newton bevisa följande:
- Keplers lagar leder direkt till Newtons gravitationslag: om planetbanan är en ellips med solen i ena brännpunkten som följer Keplers lagar, måste gravitationen avta med kvadraten på avståndet.
- En sfäriskt symmetrisk kropp har samma gravitation på omgivande föremål som om kroppens hela massa vore koncentrerad i en punkt vid sfärens centrum.

Newtons Principia mottogs först med skepticism. De främsta opponenterna var Leibniz och Christian Huygens (1629–1695). Deras främsta invändning var att de inte kunde acceptera den "verkan över avstånd" som gravitationen innebar. Framför allt Huygens krävde något slags medium, en "eter", genom vilken gravitationen kunde fortplanta sig. Newtons svar var att inte heller han hade någon förklaring på hur gravitationen kunde fungera, men att observationerna klart visade att den fungerade på det sättet.

## Analytiska metoder
Under 1700-talet första halva gjordes stora framsteg i celest mekanik, och detta berodde till största delen på tre matematiker: Clairaut, Euler och d'Alembert.
Alexis Claude Clairaut (1713–1765) var ett underbarn som gjorde sin vetenskapliga debut vid 13 års ålder. Han bodde i Paris hela sitt liv. Han hjälpte till att översätta Principia till franska, han vidareutvecklade infinitesimalkalkylen och använde den främst för en teori om månens rörelse.

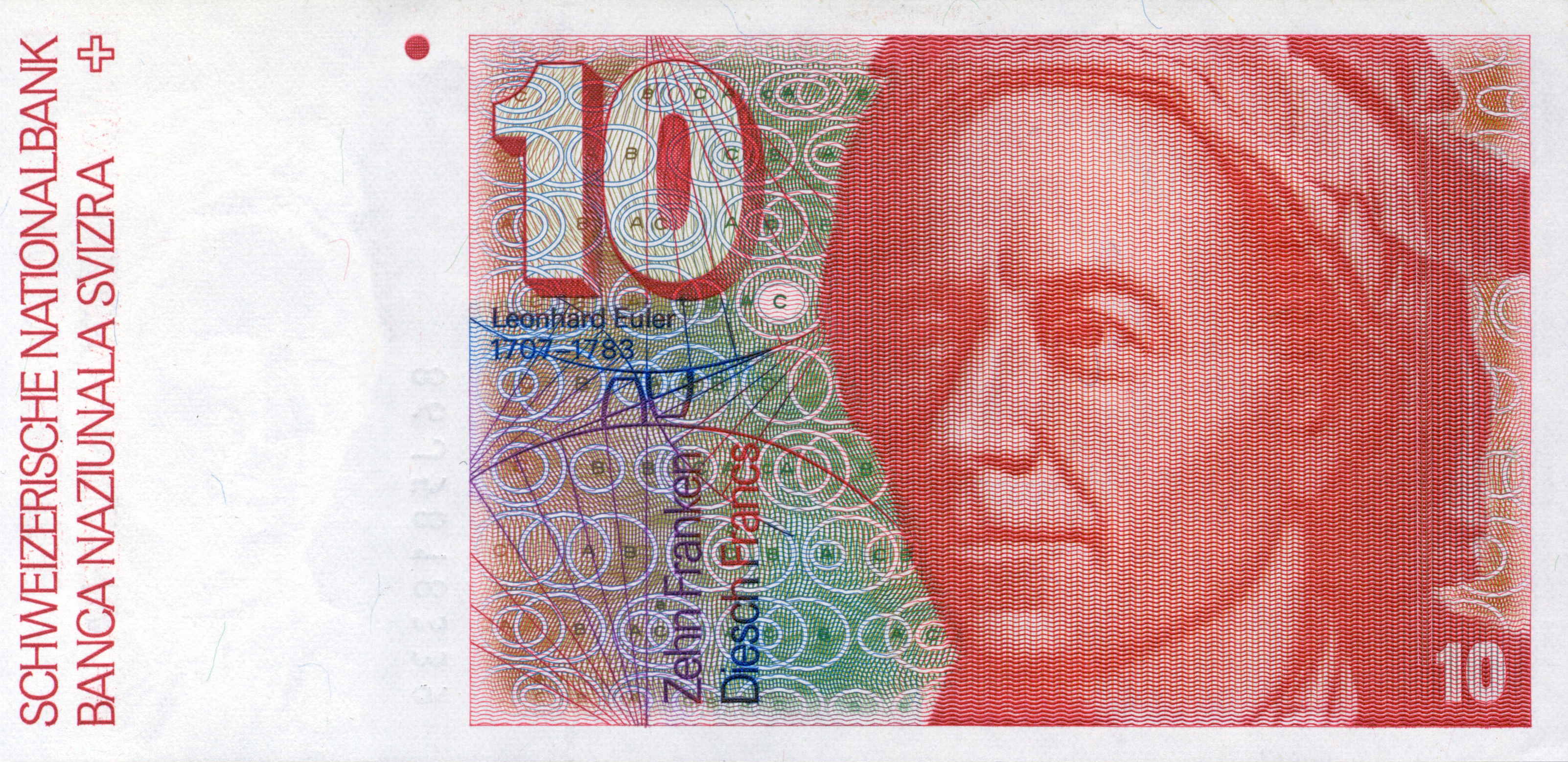
En sedel från Schweiz med Euler som motiv.

Leonhard Euler (1707–1783) föddes i Basel men verkade under decennier i S:t Petersburg där han också dog. Euler publicerade mer än någon annan matematiker, totalt 560 böcker och artiklar där många handlade om differentialekvationer. Euler ägnade sig åt teorin i den celesta mekaniken samt även åt mer praktiska beräkningar som banbestämning, solparallaxen och refraktionen i atmosfären. Det var Euler som uppfann metoden "variation av parametrarna", där man betraktar elementen för de Keplerska banellipserna inte som konstanter utan som något som varierar med tiden. Den metoden vidareutvecklades senare av Lagrange.
Jean le Rond d'Alembert (1717–1783) var också parisare. Han övergavs av sin mor och hittades som spädbarn på trapporna till kyrkan vid S:t Jean le Rond, varifrån han också fick sitt namn. d'Alembert gjorde betydelsefulla arbeten i mekanik och partiella differentialekvationer.
Fallet då två kroppar påverkas av sin ömsesidiga gravitation, tvåkropparsproblemet, hade tidigare lösts av Newton med geometriska metoder. En lösning med analytiska metoder presenterades av Daniel Bernoulli (1700–1782) som fick ett pris för detta år 1734. Likaså presenterade Euler i sin bok Mechanica (publicerad 1736) analytiska lösningar på många av de övriga problemen i Principa som tidigare bara fått geometriska lösningar. Trekropparsproblemet, som inte behandlades i Mechanica, arbetade Clairaut och Euler länge på. De formulerade ekvationerna men fann ingen lösning. Detta gjorde dem till pionjärer i det viktigaste området inom matematiken på 1800-talet, och mellan 1750 och 1900 publicerades mer än 800 artiklar om trekropparsproblemet. Problemet saknar fortfarande en användbar analytisk lösning.

## Lagrange och Laplace
Joseph Louis Lagrange (1736–1813) skickade vid 18 års ålder ett brev till Euler där han föreslog en ny metod, variationskalkyl, för analytiska problem. Så småningom efterträdde Lagrange Euler vid Berlinakademin. Lagrange var huvudsakligen intresserad av matematik och var mycket noggrann och tydlig i sina matematiska härledningar.
Pierre-Simon de Laplace (1749–1827) var en "matematisk fysiker" som såg matematiken som ett redskap för fysiken. Laplaces artiklar var ofta svåra att följa, och han såg inget värde i "matematisk skönhet". Men Laplace och Lagrange kompletterade och sporrade varandra.
Lagrange var först med att matematiskt beskriva månens libration och att visa varför Cassinis lagar för månens rotation måste gälla. Han omformulerade de gängse mekaniska grundekvationerna och introducerade begreppet potentialfunktion.
Lagrange började sedan arbeta med att finna en lösning på trekropparsproblemet. Euler hade tidigare använt perturbationsteori för att försöka lösa problemet, men Lagrange försökte istället komma på en exakt lösning. Han lyckades delvis genom att hitta egenskaper hos en lösning på det begränsade trekropparsproblemet. Den lösningen har fem jämviktspunkter, Lagrangepunkterna, där två av punkterna har stabil jämvikt.
Lagrange vidareutvecklade även Eulers metod variation av parametrarna och publicerades sin metod i boken Analytical Mechanics. Det Lagrange gjorde var att rationalisera bort geometrin och reducera den celesta mekanikens problem till att lösa ett system av differentialekvationer.
Laplace använde Lagranges metoder för att lösa problemet med växelverkan mellan Jupiter och Saturnus, se nästa stycke.
Laplace ägnade sig också åt att studera jordens form tillsammans med Adrien-Marie Legendre. 1784 utvecklade de Lagranges matematik för att matematiskt beskriva hur gravitationsfältet kring en rotationsellipsoid ser ut.
Laplace introducerade även ämnet matematisk statistik och använde detta för att göra sannolikhetsberäkningar på olika modeller för solsystemets uppkomst. Laplace argumenterade i sin The System of the World för att solsystemet är stabilt på lång sikt, därför att banelement som medelavståndet, excentriciteten och inklinationen endast har små periodiska variationer och inga stora variationer på lång sikt.
Laplace sammanfattade sitt och andras arbete i Celestial Mechanics, ett monumentalt verk på fem band som publicerades 1799–1825.

## Resonansen mellan Jupiter och Saturnus
Att medelrörelsen hos Jupiter och Saturnus förändrades fullt märkbart över långa tidsperioder var känt sedan tidigare, men orsaken var höljd i dunkel. Att Clairaut lyckades korrekt förklara rörelsen hos månens perigeum gjorde att astronomerna trodde att gravitationsteorin kunde förklara även detta fenomen. Kepler var den förste att notera detta, och han föreslog periodiska förändringar i banorna. Jeremiah Horrocks (1618–1641) och John Flamsteed (1646–1719) försökte förgäves hitta en orsak, men varje föreslagen period fungerade vid vissa tider men inte vid andra. Edmund Halley (1656–1742) ansåg att förändringen inte var cyklisk utan sekulär, ungefär som månens sekulära acceleration. Jacques Cassini (1677–1756) föreslog 1746 att gravitationen kunde orsaka förändringarna men lyckades inte göra någon kvantitativ analys. Vetenskapsakademin i Paris utlyste 1748 en tävling med ett pris till den som lyckades förklara detta fenomen.
Euler vann priset trots att han inte lyckats lösa problemet, men han gjorde ett första betydelsefullt arbete i att analytiskt behandla perturbationer mellan planeterna. Dessa metoder vidareutvecklades sedan av Lagrange och Laplace och gav så småningom en förståelse av hur Jupiter och Saturnus gravitationsmässigt påverkade varandra. Detta blev det första fall av resonans som behandlats analytiskt med lyckat resultat. Perioden för denna resonans är 935 år.

## Månens rörelse
Månens position kan mätas med stor noggrannhet mot bakgrunden av stjärnorna. Detta gör det lätt att upptäcka många oregelbundenheter i månrörelsen. Redan före teleskopet hade evektionen upptäckts av Ptolemaios och variationen av Tycho Brahe. Observationer med mycket större noggrannhet som möjliggjordes av teleskopet blev en utmaning för teoretikerna. Oregelbundenheterna beskrevs med trigonometriska serier som konvergerade långsamt, och valet av koordinatsystem spelade stor roll för lösningen.
Ett försök till en första månteori byggdes av Newton, som år 1702 publicerade sin Theory of the Moon's Motion. Förbättrade versioner av Newtons månteori publicerades i andra och tredje upplagan av Principia. Newtons modell för månens rörelse var empirisk snarare än analytisk. Han korrigerade för elliptiska avvikelsen, för Ptolemaios evektion och Tycho Brahes variation, och lade till ytterligare sju mindre periodiska termer. Dessa mindre termer var inte härledda direkt ur gravitationsteorin, utan de var anpassningar till empiriska data. Newtons mål med månteorin var att producera formler som kunde användas till att förutsäga månens rörelse för att på det sättet lösa det berömda longitudproblemet. Newton lyckades aldrig bygga en tillräckligt noggrann månteori för detta, och han ansåg själv att månen var det enda problem som gav honom huvudvärk.
Euler, Clairaut och d'Alembert försökte sig också på att lösa problemet med månens rörelse. Framför allt rörelsen hos månens perigeum var ett problem: de fick samma resultat som Newton men detta teoretiska resultat var bara hälften så stort som den observerade rörelsen hos månens perigeum. Tvivel uppstod på gravitationslagens giltighet. Ett annat förslag var att magnetfält kunde spela en roll. Clairaut gjorde om sina beräkningar mer grundligt genom att ta bort några av sina förenklande antaganden. Detta krävde mycket mer räknearbete, men 1749 kunde han publicera sitt resultat: de noggrannare beräkningarna gav ett dubbelt så stort värde på rörelsen av månens perigeum, ett värde som stämde riktigt bra med observationerna. Det var inte något fel på vare sig observationerna eller gravitationsteorin.
En noggrann teori för månens rörelse hade också en stor praktisk betydelse: den kunde vara till hjälp för sjömännen när de navigerade ute på oceanerna och ville bestämma sin longitud. En tillräckligt noggrann förutsägelse av månens rörelse skulle alltså kunna vara en lösning på longitudproblemet. Clairaut, Euler och d'Alembert publicerade alla tabeller över månen. Trots att deras tabeller var noggrannare än Newtons tabeller gav de ändå fel position hos månen på upp till 5 bågminuter. Den förste som lyckades göra måntabeller tillräckligt noggranna för praktiskt bruk var Tobias Mayer (1723–1762) som publicerade sina måntabeller 1753. Han grundade sina tabeller på Eulers teorier, och hans tabeller hade ett fel på högst 1,5 bågminuter.
Laplace publicerade sin månteori 1802. Han byggde på Clairauts lyckade analys av rörelsen hos månens perigeum. Laplace tog med några dussin periodiska variationer i sin månteori, som fick en noggrannhet på 30 bågsekunder (en halv bågminut).
Marie-Charles-Théodore Damoiseau (1768–1846) publicerade 1824 en ny månteori som innebar en stor förbättring: felet i månens position var nu nere i 4 bågsekunder. Men något teoretiskt framsteg var inte denna teori.
Peter Andreas Hansen (1795–1874) publicerade sin månteori 1838, med tillhörande tabeller 1857. Han upptäckte nya oregelbundenheter p.g.a. direkt påverkan från planeterna, framför allt en långperiodisk variation från Venus med en period på 273 år och amplitud på 27 bågsekunder. Med Hansens månteori reducerades felet i månens beräknade position till ca 1 bågsekund.
Den mest fullständiga algebraiska teorin över månens rörelse byggdes av Charles Eugene Delaunay (1816–1872). Det tog honom 20 år och teorin publicerades som två tjocka volymer på mer än 1800 sidor åren 1860 och 1867. Felet i Delaunays teori var också ca 1 bågsekund. Simon Newcomb (1835–1909) jämförde Hansens och Delaunays teorier och kunde transformera den ena till den andra, och visade därmed att de var ekvivalenta.
1877 bad Newcomb George William Hill (1838–1914) om hjälp med att producera nya tabeller för månens rörelse. Hill skapade sin egen månteori, och denna kompletterades av Ernest William Brown (1866–1938), så att den blev en praktisk metod för att beräkna månens position. Browns teori fullbordades 1908 och de tillhörande tabellerna publicerades 1918. Felen i månens förutberäknade position var nu nere på bråkdelar av bågsekunder.
Perturbationsmetoden hade härmed utvecklats till ett kraftfullt verktyg för att studera solsystemets dynamik och beräkna planeternas positioner: Men som en teori för att förklara komplexa fenomen var den otillräcklig. Teorin var oerhört komplex och gav mycket liten insikt i den underliggande fysiken, vilken lätt drunknade i mängden sidor med komplicerade beräkningar.

## En fullständig men oanvändbar lösning på trekropparsproblemet
År 1912 presenterade Karl Sundmann från Helsingfors universitet en fullständig lösning på trekropparsproblemet. Lösningen är teoretiskt intressant men praktiskt oanvändbar därför att de långa serier som Sundmann presenterade konvergerar oerhört långsamt, så långsamt att de knappast ger någon kvalitativ information om lösningen. Lösningen går inte heller att använda för praktiska beräkningar. För att få en noggrannhet som är lika stor som hos observationerna skulle det krävas att man summerar ungefär {\displaystyle 10^{8000000}} termer i Sundmanns serier (som jämförelse kan nämnas att det observerbara universum innehåller ungefär {\displaystyle 10^{80}} atomer). Av denna anledning har Sundmanns lösning förblivit ganska okänd.

## Nya planeter
1766 publicerade Johann Daniel Titius (1729–1796) en talserie som skulle beskriva planeternas avstånd från solen. Enligt denna serie borde det finnas en planet mellan Mars och Jupiter, men ingen känd planet fanns där. Få uppmärksammade detta tills Johann Elert Bode (1747–1826), en känd och respekterad astronom, fick höra talas om denna talserie och också publicerade den. Sedan dess brukar serien kallas Titius-Bodes lag.
1781 upptäcktes Uranus av William Herschel (1738–1822).  Han trodde först det var en ny komet, men när den hade identifierats som en ny planet några veckor senare blev det kända solsystemet plötsligt dubbelt så stort som tidigare.

### Upptäckten av Ceres: Gauss banbestämningsmetod
1787 började Franz Xaver von Zach (1754–1832) söka efter den saknade planeten i gapet mellan Mars och Jupiters banor. Efter 13 års sökande utan resultat begärde han hjälp av andra astronomer, och 1800 bildade han ett lag som tillsammans skulle söka igenom himlen. Zach kallade detta lag skämtsamt för "himmelspolisen". Men på nyårsdagen 1801 hittade Giuseppe Piazzi (1746–1826) en ny ljussvag himlakropp som snart försvann i solens strålar. Liksom när Herschel upptäckte Uranus och trodde det var en komet, rapporterade Piazzi också sitt fynd som en komet. Men objektet saknade svans och rörde sig långsamt – var detta den saknade planeten? Objektet fick namnet Ceres, men ingen visste längre riktigt var den fanns. Den skulle åter synas på natthimlen i september 1801 men trots sökningar hittades den inte.
Då trädde en ung briljant matematiker fram: Carl Friedrich Gauss (1777–1855). Gauss uppfann en ny metod att bestämma en himlakropps bana utifrån endast tre observationer, och han löste på en timme detta problem som skulle ha tagit tre dagar för Euler. Gauss skickade sitt resultat till von Zach, och den 31 december 1801 återupptäcktes Ceres precis där Gauss hade sagt att den borde vara.
Men Ceres var mycket mindre än de andra planeterna. 1802 upptäcktes en ny liten himlakropp som fick namnet Pallas, och inom de närmaste två åren därefter upptäcktes ytterligare två små himlakroppar, Juno och Vesta. På bara några få år hade fyra nya "planeter" identifierats mellan Mars och Jupiter. Idag kallar vi dem asteroider, men då sågs de som planeter även om de var små. Under 38 år, 1807–1844, var dessa fyra de enda kända asteroiderna. Först år 1845 upptäcktes den femte asteroiden Astraea, och därefter upptäcktes nya asteroider i snabb takt.

### Upptäckten av Neptunus: Adams och Leverrier
Kort efter upptäckten av Uranus hittades många gamla observationer där astronomerna trodde Uranus var en stjärna. John Flamsteed (1646–1719) hade till exempel gett Uranus beteckningen 34 Tauri. Han hade t.o.m. märkt att den rörde sig, fast han trodde det var fel på hans egna observationer. Med alla dessa äldre observationer kunde en bana snart beräknas för Uranus. Inom knappt ett decennium hade dock Uranus börjat avvika från banan den borde följa. År 1788 var avvikelsen så stor som 30 bågsekunder. Nya banberäkningar gjordes där störningarna från Jupiter och Saturnus togs med, och detta gav bättre resultat. Men efter 1800 började Uranus ändå avvika från sin bana. År 1825 var avvikelsen så stor som 20 bågsekunder. Sedan blev avvikelserna mindre, men så började Uranus avvika åt andra hållet och 1832 var felet så stort som 30 bågsekunder. Var det så att Newtons gravitationslag inte gällde överallt? Eller fanns det någon tunn gas därute som gav motstånd mot planetrörelserna?
Två matematiker, John Couch Adams (1819–1892) från England och Urbain Jean Joseph Leverrier (1811–1877) från Frankrike, angrep problemet oberoende av varandra och utan varandras kännedom. De antog att avvikelserna i Uranus rörelser berodde på störningar från en okänd planet och beräknade var denna planet borde ligga. 1845 var Adams färdig med sin lösning, och Leverrier blev färdig 1846. Sedan följde en lång kedja av olyckliga omständigheter som gjorde att det dröjde ända till september 1846 innan något observatorium började söka efter denna planet. Det var Galle och d'Arrest på Berlins observatorium som var först med att leta, och redan den första kvällen hittade de den nya planet som skulle kallas Neptunus, bara en grad från den position där Adams och Leverrier sagt att den borde ligga.

## Noggranna teorier för planeternas rörelser
Efter succén med Neptunus påbörjade Leverrier ett ambitiöst projekt att konstruera noggranna teorier för rörelsen hos alla planeterna. Han byggde på Laplaces arbeten och lyckades representera rörelserna hos alla planeterna under flera sekler med ett fel på högst några bågsekunder. Den amerikanske astronomen Simon Newcomb (1835–1909) byggde vidare på Leverriers arbeten, förbättrade dem tekniskt och blev den förste som skapade en helt sammanhängande teori för planeternas rörelser. 1898 publicerade Newcomb teorier för de fyra inre planeterna och medhjälparen George William Hill (1838–1914) publicerade samma år teorier för de yttre planeterna. Dessa teorier var aningen bättre än Leverriers och förbättrades inte ytterligare förrän datorer fanns tillgängliga.

## Venuspassager och solparallaxen
Hipparchos ansåg att solparallaxen var 7 bågminuter. Ptolemaios minskade detta värde till 3 bågminuter. Kepler minskade parallaxen ytterligare till 1 bågminut, och Horrocks till 14 bågsekunder.
Första moderna beräkningen av solparallaxen gjordes år 1672 av den italienska astronomen Giovanni Domenico Cassini. Beräkningen baserades på samtidiga mätningar av Mars från två orter och resultatet blev 9,5 bågsekunder.
James Gregory (1638–1675) föreslog i sitt verk Otica Promota från 1663 att man kunde observera venuspassager för att bestämma solparallaxen. Metoden förespråkades och förfinades av Halley. 1761 års venuspassage gav solparallaxer mellan 8,3 och 10,6 bågsekunder. 1769 års passage gav ett bättre resultat: 8,4–8,8 bågsekunder. Encke gjorde 1835 en grundlig analys av dessa venuspassager och fick värdet 8,35 bågsekunder som länge blev accepterat. I slutet av 1800-talet och efter ytterligare två venuspassager antogs värdet 8.80 bågsekunder för solparallaxen.  Det värdet förfinades en aning av observationer av asteroiden Eros åren 1910 och 1931, men förblev i stort sett accepterat ända till 1968 då radarmätningar möjliggjorde betydligt noggrannare mätningar av solsystemets skala.

## Merkurius och relativitetsteorin: Leverrier och Einstein
I Leverriers ungdom föreslog Parisobservatoriet att han skulle börja arbeta med en teori för Merkurius rörelse. Den planetens rörelse var svårare att beskriva eftersom banan hade hög excentricitet och ganska stor inklination. Tabellerna för Merkurius från 1707 slog fel en hel dag då de förutsade en Merkuriuspassage. 1753 hade felet minskat till några timmar och 1786 till under en timme. Leverrier arbetade fram nya tabeller som förutsade 1845 års Merkuriuspassage med ett fel på bara 16 sekunder. Men Leverrier var inte nöjd utan arbetade vidare, dock blev han avbruten av att undersöka avvikelserna i Uranus rörelser. Efter den lyckade förutsägelsen och upptäckten av Neptunus återvände Leverrier till Merkurius. Han lyckades få teorier och observationer att stämma mycket väl om han antog att Merkurius perihelium rörde sig 38 bågsekunder per århundrade mer än de teoretiska beräkningarna krävde. Vad var orsaken till denna avvikelse?
En möjlighet var att gravitation från en eller flera okända planeter innanför Merkurius bana störde Merkurius. Astronomer hade sökt efter en sådan planet tidigare utan att hitta någon. Heinrich Schwabe (1789–1875) sökte i 17 år med början år 1826 genom att undersöka små mörka prickar på solen varje dag. Han hittade ingen planet, men istället upptäckte han den 11-åriga solfläckscykeln.
När Leverrier konstaterat att Merkurius rörelse avvek från teorin uppmanade han astronomer att hålla utkik efter möjliga nya planeter nära solen. Genast kom det in rapporter om observationer av sådana planeter. De flesta observationerna kunde avfärdas, men en observation av Edmond Lescarbault den 26 mars 1859 var så detaljerad att den krävde vidare undersökningar. Leverrier använde denna observation för att beräkna banelement för den "nya planeten" (som fick namnet Vulkanus) samt framtida tidpunkter för när den skulle passera framför solskivan. Flera observationer rapporterades, och Leverrier trodde fast på Vulkanus existens till sin död 1877. Sedan efterträddes han av Félix Tisserand (1845–1896) som granskade rapporterna kritiskt och avfärdade de flesta. Om Vulkanus hade funnits hade den dessutom varit så liten att den bara hade kunnat förklara en mindre del av den oförklarade rörelsen hos Merkurius perihelium.
Newcomb trodde heller inte på planeter innanför Merkurius, utan istället trodde han att Newtons gravitationslag kanske inte gällde exakt nära solen. En sådan förklaring levererades av Albert Einstein (1879–1955) då han publicerade sin allmänna relativitetsteori 1915: relativitetsteorins avvikelser från Newtons lagar förklarade precis denna extra rörelse hos Merkurius perihelium. Någon "Vulkanus" behövdes inte längre som förklaring.

## Månens sekulära acceleration

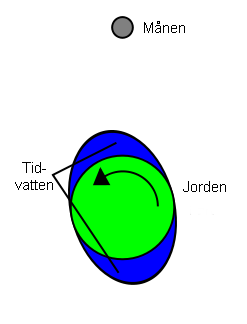
Jord-måne-systemet med tidvattenvågorna och hur de knuffas framåt av jordens rotation. Detta överför impulsmoment från jorden till månen som får månen att sakta röra sig utåt samtidigt som jordrotationen bromsas en aning.

Att månens rörelse skenbart har ökat sakta med tiden de senaste 2000 åren påpekades först av Edmond Halley (1656–1742) år 1693, och han fick denna idé efter att ha studerat rapporter från antika solförmörkelser. Ökningstakten var 20 bågsekunder per århundrade. Denna typ av långsamma förändringar kallas sekulära variationer.
Laplace analyserade detta teoretiskt och presenterade 1786 en lösning där månens sekulära acceleration antogs bero på den långsamma förändringen i jordbanans excentricitet. Effekten ansågs därmed ha fått sin förklaring.
Men år 1854 fann John Couch Adams felaktigheter i Laplaces beräkningar: bara hälften av den observerade accelerationen kunde förklaras med ändringar i jordbanans excentricitet. Detta skapade en kontrovers under några år, men det visade sig att Adams hade rätt.
Om bara hälften av den observerade sekulära accelerationen kunde förklaras teoretiskt, vad berodde då den andra hälften av accelerationen på? En del av svaret gavs 1860 oberoende av Charles-Eugène Delaunay (1816–1872) och av William Ferrel (1817– 1891): friktion från tidvattnet fick jordens rotation att långsamt sakta ner, och därmed blev våra tidsenheter långsamt längre. Månens hastighetsökning var alltså bara skenbar.
Vi har m.a.o. tre samtidiga effekter som påverkar månens skenbara rörelsehastighet. Dels effekten av ändringen i jordbanans excentricitet som upptäcktes av Laplace och senare korrigerades av Adams. Sedan har vi inte mindre än två tidvatteneffekter:
- tidvatteneffekterna mellan jorden och månen överför impulsmoment från jorden till månen. Detta får månen att sakta flytta sig längre ut i sin bana, och därmed går månen långsammare i sin bana runt jorden.
- tidvatteneffekterna får även jorden att med tiden rotera långsammare. Dels överförs impulsmoment från jorden till månen, dels innebär tidvattnet att det uppstår friktion mellan oceanerna och jordskorpan, och denna friktion tar energi från jordens impulsmoment. Dygnet blir sakta längre, och detta får alla himlakroppars rörelser att ske på färre dygn än tidigare. Effekten märks dock lättast på månen eftersom den rör sig snabbast på vår himmel.

Denna kombination föreslogs först av Emmanuel Liais (1826–1900).
Tidvatteneffekterna får alltså dygnet, och därmed även alla tidsenheter vi använder som bygger på dygnet, att bli längre med tiden. Detta är givetvis inte acceptabelt, och det ledde till att astronomerna övergav jordens rotation som tidsnormal. 1952 började de istället använda efemeridtid, en tidsskala som bygger på jordens omlopp kring solen som tidsnormal. 1984 övergavs den tunghanterliga efemeridtiden och ersattes med Terrest Tid (TT) som bygger på atomtiden TAI.
Tidvatteneffekterna mellan jorden och månen kommer så småningom att förlänga jordens dygn och månens månad tills de två blir lika långa. Men detta kommer att ta så många miljarder år att solen innan dess har hunnit växa till en röd jätte och kanske förgasat både jorden och månen. I verkligheten kommer våra efterlevande aldrig att få uppleva att dygnet och månaden blivit lika långa.

## Enckes komet och icke-gravitationella krafter
Enckes komet upptäcktes av Pierre Mechain 1786, därefter av Caroline Herschel 1795 och så åter igen av Jean-Lois Pons 1805 och 1818.  De ansågs under många år vara olika kometer, men Johann Franz Encke visade efter långa och mödosamma beräkningar att dessa kometer var en och samma fysiska komet. Han förutsade kometens återkomst till 1822. Kometen visade sig då men passerade perihelium några timmar tidigare än förutsagt. 1823 hävdade Encke att denna avvikelse berodde på något slags medium i rymden som bjöd kometen visst motstånd i dess bana runt solen – kanske detta medium var solens yttersta atmosfär.  Med detta antagande gjorde Encke lyckade förutsägelser av återkomsterna 1825 och 1828.  Kometen kallas sedan dess för Enckes komet.
1836 noterade Friedrich Wilhelm Bessel att en komet som kastade ut gas skulle utsättas för en reaktionskraft som ändrade dess rörelse, och om detta skedde osymmetriskt kunde det märkbart påverka kometens banrörelse. Bessel identifierade ingen fysisk mekanism som kunde få kometen att kasta ut gas, men han hade observerat "strålar" ut från kometkärnan hos Halleys komet 1835. Dessa "strålar" tolkade Bessel som att gaser kastades ut från kometens kärna.
Under senare delen av 1900-talet rörde sig Enckes komet inte riktigt som den borde ha gjort om det funnits något medium i rymden som gjorde motstånd.  Dessutom upptäcktes nu kometer som både saktade in och snabbade upp sin banrörelse en aning p.g.a. icke-gravitationella krafter. Ett medium som gjorde motstånd kunde bara förklara det senare: när en kropp i omloppsbana kring solen bromsas ned flyttas dess bana en aning närmare solen, och i den nya banan ökar kroppens hastighet något – dock minskar kroppens totala energi.
1950-51 presenterade Fred Whipple sin modell av kometer som "smutsiga snöbollar". En sådan "snöboll" borde delvis smälta då den passerade närmast solen, vilket skulle kunna kasta ut gas från kometen.  Detta förklarade varför de icke-gravitationella krafterna var mest märkbara nära solen där man kan vänta sig att uppvärmningen och där den därpå följande utgasningen är kraftigast.  Om gas kastas ut symmetriskt åt alla håll vid uppvärmning av kometytan kommer kometens rotation att avgöra åt vilket håll nettokraften av de utkastade gaserna kommer att peka.
1973 presenterade Brian Marsden med kollegor den modell för kometers icke-gravitationella krafter som sedan dess blivit standardmodellen, där varje komet kan tilldelas upp till tre icke-gravitationella parametrar: {\displaystyle A_{1}}, {\displaystyle A_{2}} resp. {\displaystyle A_{3}}.

## Datoråldern börjar
1835 fick Airy, ledare för Greenwichobservatoriet, en förfrågan om inte Charles Babbages differensmaskin skulle kunna användas för att beräkna rörelsen hos Halleys komet. Airy trodde inte det skulle fungera, utan föredrog att använda papper och penna.
1934 utvecklade W.J. Eckert en metod för att numeriskt integrera planetrörelserna med hjälp av hålkort. Datorer fanns inte ännu men däremot enklare räknemaskiner som kunde läsa och skriva hålkort, och hålkorten var tänkta att transportera numeriska mellanresultat på rätt sätt.
1950 integrerades rörelserna för de yttre planeterna (från Jupiter till Pluto) numeriskt för tidsperioden 1653–2060 av W.J. Eckert, Dirk Brouwer och G.M. Clemence. Datorn de använde var en IBM SSEC (Selective Sequence Electronic Calculator), en elektromekanisk dator. Metoden var en lätt modifierad version av Cowells metod som tidigare hade använts på Halleys komet. Integrationen skedde i steg om 40 dygn och varje steg krävde ungefär 2 minuters maskintid. Hela integrationen tog alltså ungefär 5 dygn.
1973 gjordes en liknande integrering av de yttre planeterna av C.J. Cohen, E.C. Hubbard och Claus Oesterwinter, men över en tidsrymd på en miljon år. Datorn var i detta fall en STRETCH (en IBM 7030) med 48-bits mantissa.
1984 byggde Jack Wisdom och Gerald Jay Sussman en specialdator för celest mekanik som de kallade Digital Orrery. Specialdatorn innehöll 10 oberoende processorer på varsitt kretskort som arbetade parallellt med varandra. Varje processor fick hantera var sin planet. De integrerade kretsarna designades av HP och hade vissa aritmetiska operationer direkt i hårdvara. Digital Orrery rymdes på ett skrivbord men kunde räkna ca 1/3 så snabbt som Cray-1 och 60 ggr snabbare än VAX 11/780. Den förbrukade 150 W.
Den första större beräkningen som gjordes av Digital Orrery simulerade planeternas rörelser i solsystemet 100 miljoner år i framåt och bakåt i tiden. Teamet gjorde statistik på banelementen och visade att konventionella analytiska metoder var hopplöst otillräckliga för att representera banornas förändringar. Plutos rörelse är speciellt komplicerad p.g.a. 3:2-resonansen med Neptunus. Processorernas avrundningsfel begränsade det användbara tidsintervallet för integrationen till 100 miljoner år. Ett integrationssteg på 32,7 dagar gav minst fel, och betydligt mindre fel än det vanliga steget på 40 dagar; teamet vet inte varför.
En andra större körning på Digital Orrery integrerade enbart de yttre planeterna för att få ett längre användbart tidsintervall. Digital Orrery kördes kontinuerligt i fem månader för att integrera ett tidsintervall på 845 miljoner år eller 20% av solsystemets ålder. Banorna visade inte mycket kaotiskt beteende, men Plutos bana var mer oregelbunden än de övriga banorna. Solsystemet verkar vara hyfsat stabilt.
1991 pensionerades Digital Orrery och den står idag på Smithsonian Museum i Washington. Den fick en efterföljare i form av "The Supercomputer Toolkit".
Det byggs inte längre någon specialhårdvara för celest-mekaniska beräkningar. Vanliga processorer är så snabba att datorkraften räcker och blir över. Den Cray-1 som Digital Orrery jämfördes med har en räknekraft som ungefär motsvarar en 500 MHz Pentium III, en processor som vi idag anser vara gammal och långsam.

## Modern celest mekanik
När Newcomb och Hill var klara med sina teorier för planeternas rörelser 1898 och Brown hade fullbordat sin månteori 1918 gick den celesta mekaniken i träda några decennier. Den användes för att beräkna de astronomiska årsböckerna samt banelement för nyupptäckta kometer och asteroider men inte så mycket mer. Astronomerna ägnade sig under denna tid åt astrofysik och kosmologi istället. Spektralanalysen uppfanns och användes på stjärnorna, "spiralnebulosor" visade sig vara egna galaxer på enorma avstånd, universum visade sig vara oerhört mycket större och visade sig dessutom expandera med stor hastighet, och vi kunde för första gången bilda oss mer konkreta uppfattningar om universums tillkomst. Det var inte så konstigt att den celesta mekaniken sågs som lite "gammalmodig" under denna tid.
Men snart inträffade två saker som innebar en renässans för den celesta mekaniken. Datoråldern inleddes kring 1950 (se föregående avsnitt) och möjliggjorde numeriska integreringar av ett omfång som skulle ha varit otänkbart på handräknandets tid. Och mindre än ett decennium senare kom rymdåldern som skapade nya behov av banberäkningar. När ryssarna skickade sin rymdsond Luna 3 runt månen 1959 och månens baksida blev fotograferad för första gången, beräknades rymdsondens bana med Enckes metod för numerisk integrering, samma metod som Encke själv använt för att integrera rörelsen hos Enckes komet och senare Halleys komet 1835. Men senare blev det Cowells metod (som använts för Halleys komet 1910) som blev allenarådande vid numeriska integreringar med dator: man integrerar då rörelseekvationerna direkt och slipper göra några antaganden om banornas form.
När datorer började användas även för symboliska matematiska beräkningar, kunde de analytiska teorierna för planetrörelserna förbättras. Den första seriösa analytiska teorin för planeterna gjordes av Lagrange 1781, men han tog bara hänsyn till termer av första ordningen. Hill utökade teorierna 1897, så att de inkluderade även termer av andra ordningen. Men det dröjde ända till 1970-talet, innan man med datorns hjälp orkade bygga teorier, som inkluderade termer av tredje ordningen.
Pierre Bretagnon fullbordade den första fasen i detta arbete 1982 och publicerade en teori för sådana sekulära fenomen under namnet VSOP82 (VSOP = Variations Séculaires des Orbites Planétaires), som dock bara gav banornas form och orientering men inte planetens position i banan. Fem år senare, 1987, avhjälptes denna brist i och med publiceringen av VSOP87, som även gav planeternas positioner med bättre precision än någon annan teori. Felet i positionen är högst en bågsekund inom 4000 år från nutid för de inre planeterna, 2000 år från nutid för Jupiter och Saturnus, samt 6000 år från nutid för Uranus och Neptunus. VSOP87 är tillgänglig gratis. Den har blivit mycket populär och används bl.a. i planetarieprogrammet Celestia.
Jean Chapront och Michelle Chapront-Touzé utvecklade under 1970- och 1980-talen en halvanalytisk teori för månens rörelse som i sin senaste version heter ELP2000-85 (ELP = Ephemeride Lunaire Parisienne). Även ELP-2000 finns tillgänglig gratis och har använts för att beräkna NASA:s katalog över sol- och månförmörkelser under 5000 år. ELP-2000 har anpassats till flera numeriska integreringar: först till DE200 och senare till DE405.
DE200, DE400, DE403, DE404, DE405 är namnen på ett antal olika integreringar av solsystemets rörelser som har gjorts av Jet Propulsion Laboratory på främst 1990-talet. Från år 2003 och framåt grundar sig Astronomical Almanac på DE405-integreringen. Den har en noggrannhet på 0,001 bågsekunder för de inre planeterna och 0,1 bågsekunder för de yttre planeterna. Data från integreringarna finns tillgängliga i form av Chebyshev-koefficienter, tillsammans med datorprogram för att använda dessa koefficienter för att beräkna positioner.

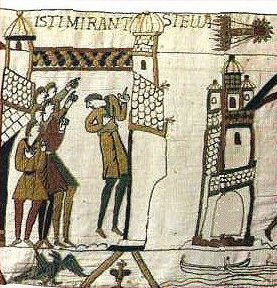
Bayeuxtapeten med Halleys komet 1066; isti mirant stella.

## Halleys komet
Av de kända kometerna intar Halleys komet en särställning. Det var den första kometen som upptäcktes vara periodisk, det vill säga att den återkommer upprepade gånger till det inre solsystemet. Den har regelbundet återkommit i tusentals år, och har kunnat spåras tillbaka till 468 f.Kr. i gamla kinesiska urkunder. Vidare har Halleys komet en period på 75–76 år, vilket ungefär motsvarar en människas livstid. De flesta människor får därför en chans i sitt liv att se Halleys komet. De som idag (2011) är ca 30 år eller äldre hade sin chans 1986, medan de som är yngre än 30 får sin chans 2061. Några som idag är 30–35 år och som såg Halley 1986 kan komma att få se den även 2061.
De olika återkomsterna av Halleys komet och astronomernas hantering av dessa ger en serie "ögonblicksbilder" på utvecklingen inom den celesta mekaniken samt räknekonsten. Nedan följer en kort översikt över kometens återkomster, från 1758 som var den första förutsagda återkomsten, till senaste återkomsten år 1986, samt gissningar om hur det kanske kommer att vara år 2061 då Halley kommer tillbaka nästa gång.

### Halleys komet 1758
Kometen år 1682 observerades av Edmund Halley (1656–1742), som noterade att liknande kometer hade uppträtt även åren 1531 och 1607. Halley vågade sig på gissningen att det var samma komet som återkommit flera gånger, och att kometen alltså måste röra sig i en elliptisk bana och att den därför borde återkomma någon gång inom ett ca 600 dagar långt intervall åren 1757–1759. Halley bad Newton beräkna en bana för kometen, som en gentjänst för att Halley bekostade publiceringen av Newtons Principia. Men det blev istället Clairaut som gjorde ett seriöst försök att beräkna kometens bana. Med hjälp av Lalande och Lepatue beräknade han banan steg för steg och tog hänsyn även till gravitationen från Jupiter och Saturnus. Beräkningen gjordes med förenklade metoder, men det var ändå första gången en himlakropps bana beräknades med numerisk integrering. Beräkningsarbetet tog fyra månader, från juni till september 1757. I november presenterades resultatet: den 15 april 1758 skulle kometen åter vara närmast solen. På juldagen 1757 återupptäcktes kometen, och den stod närmast solen den 13 mars 1758, en dryg månad tidigare än beräknat. Clairaut hade förbättrat Halleys förutsägelse med ungefär en faktor 10. Kometen fick namnet Halleys komet.

### Halleys komet 1835
Då det nästa gång blev dags för Halleys komet att återkomma hade Greenwich-observatoriet renoverats. Ett tiotal olika banberäkningar fanns tillgängliga för kometen, och dessa spådde att kometen skulle stå närmast solen vid datum mellan den 7 och den 13 november 1835. Kometen passerade sedan närmast solen den 16 november, d.v.s. felet i förutsägelserna varierade mellan några dagar och en dryg vecka. Beräkningarna skedde denna gång mer organiserat: speciella räknekammare inreddes på flera observatorier där team av ganska unga pojkar räknade för hand tolv timmar per dag. Att beräkna kometbanan tog några månader för ett sådant team, och banan integrerades enligt Johann Franz Enckes (1791–1865) metod, där man utgår från en banellips och sedan numeriskt integrerar avvikelserna från denna ellips. George Biddel Airy (1801–1892), som ledde Greenwich-observatoriet, fick en förfrågan om inte Charles Babbages (1791–1871) differensmaskin skulle kunnat användas i beräkningsarbetet. Airy svarade nej, och han hade rätt: differensmaskinen var bra på att producera tabeller men lämpade sig inte för denna typ av beräkningar.

### Halleys komet 1910
Vid 1910 års återkomst av Halleys komet var intresset för kometen lägre. Ingen ifrågasatte längre Newtons gravitationslag och de små justeringar av Newtons teori som gjorts av Albert Einstein (1879–1955) hade ingen betydelse för kometen. Bara två beräkningar av kometens återkomst hade gjorts. Den första gjordes av Pontecoulant, som även beräknat 1835 års återkomst; han fortsatte bara beräkningarna ett varv till i banan och korrigerade även för Neptunus påverkan sedan den planeten upptäckts 1846. Den andra beräkningen gjordes av Andrew Claude de la Cherois Crommelin (1865–1939) med hjälp av assistenten Phil Cowell (1879–1949). Crommelin och Cowell valde en ny metod för att numeriskt integrera kometbanan: istället för att utgå från en banellips integrerade de direkt de fundamentala ekvationerna, utan att något antagande om någon banform gjordes. Denna metod kallas numera Cowells metod. Räknebiträdena på Greenwich-observatoriet sattes i arbete, men beräkningarna tog längre tid än väntat och Crommelin tvingades göra förenklingar samt avstå från en del kontrollräkningar. Kometen beräknades stå närmast solen den 17 april. I september 1909 återfanns kometen, och den passerade närmast solen den 19 april, vilket innebar att beräkningen slog fel på bara två dagar, en avsevärd förbättring jämfört med 1835 års återkomst.
Då Halleys komet åter hade blivit osynlig efter 1910 års återkomst väcktes intresset för numeriska beräkningar inom många andra områden, som meteorologi, fysik, arkitektur och ingenjörskonst. Numeriska beräkningar fick oftare ersätta de geometriska metoder som varit populära tidigare. Som stöd för de numeriska beräkningarna började matematiska tabeller publiceras oftare än tidigare.

### Halleys komet 1986
Beräkningarna inför 1986 års återkomst av Halleys komet påbörjades redan 1967 vid Jet Propulsion Laboratory i USA av en ung forskare som hette Donald Keith Yeomans. Han skapade en matematisk modell för kometen som använde Crommelins metoder plus en analys av utgasningen från kometens kärna. Men istället för en beräkningsplan skrev han ett datorprogram i språket FORTRAN IV. Programmet kördes på en UNIVAC 1108  som då var en populär datormodell. Datorn var betydligt snabbare på att räkna än ett rum fullt av räknebiträden, men den delades av alla på hela laboratoriet och det var svårt att hitta ledig datortid. Lättast var det på nätter och helger. Användandet av dator gjorde de tidigare så populära matematiska tabellerna överflödiga, de ersattes av algoritmer programmerade inne i datorn.
Yeomans beräknade även gamla banor för kometen för åren 1682, 1758 och 1835. Efter flera justeringar i sin datormodell avslutade han beräkningarna 1977 och förutsade att kometen skulle passera närmast solen den 9 februari 1986 kl 15:50 Greenwichtid. Kometen passerade sedan närmast solen kl 10:48, fem timmar och två minuter tidigare än beräknat.
Halleys komet återupptäcktes 1982, hela fyra år innan perihelpassagen. Efter perihelpassagen har den kunnat observeras kontinuerligt, en stor skillnad mot tidigare återkomster då kometen bara har kunnat observeras upp till något år från perihelpassagen.

### Halleys komet 2061
Nästa gång Halley passerar nära solen blir år 2061.
Bara några år efter återkomsten av Halleys komet 1986 blev den UNIVAC som användes för att beräkna den återkomsten omodern och ersattes av bordsdatorer med större räknekapacitet, FORTRAN IV ersattes av mer sofistikerade programmeringsspråk, och det dök upp program som inte bara kunde göra numeriska beräkningar utan även klarade av symbolisk matematik. Om kometen hade passerat oss 1996 istället för 1986 så hade förutsägelsen blivit mycket mer förfinad.
De forskare som förutsäger 2061 års återkomst av Halleys komet kommer kanske att ge en förutsägelse som slår fel på bara några sekunder. De kommer också att ha tillgång till observationer av Halleys komet runt hela kometens bana. Sannolikt kommer de inte att minnas särskilt mycket om det dagliga livet för dagens datorprogrammerare, nätverksadministratörer och webbutvecklare. 2061 års generation kanske blir förvånade då äldre generationer berättar om hur vi idag faktiskt måste programmera datorerna – då kanske programspråken har blivit överflödiga, precis som de matematiska tabellverken har blivit överflödiga idag.